# Гоф-бай-Зальцбург
Гоф-бай-Зальцбург —  містечко та громада в австрійській землі Зальцбург. Містечко належить округу Зальцбург-Умгебунг.

## Галерея

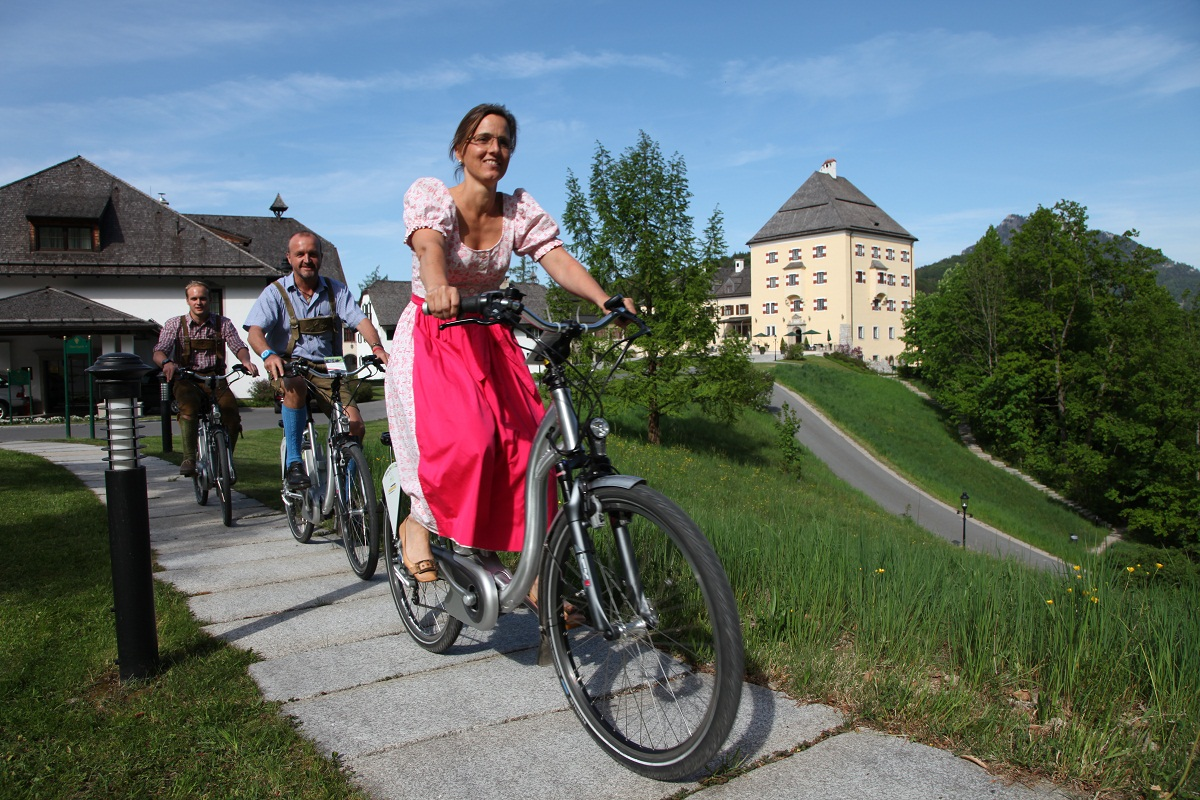
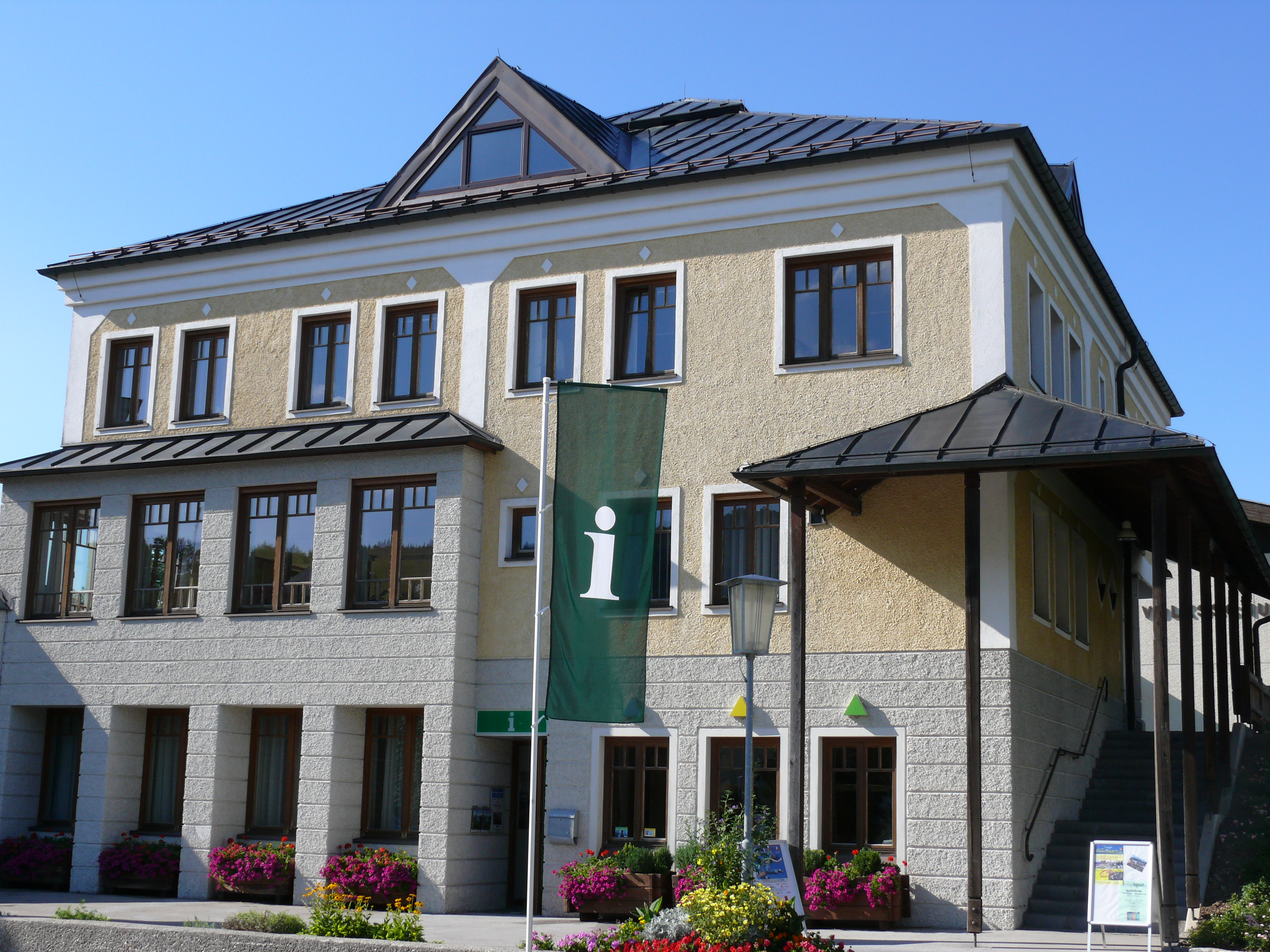
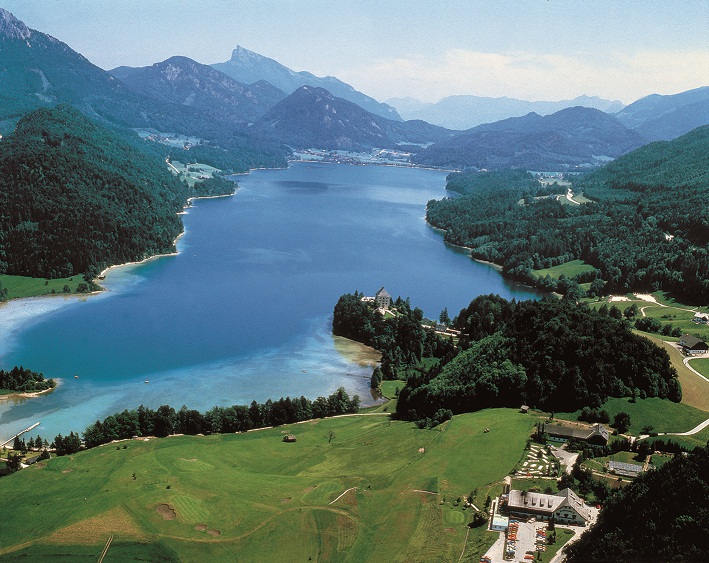
Фушльзее
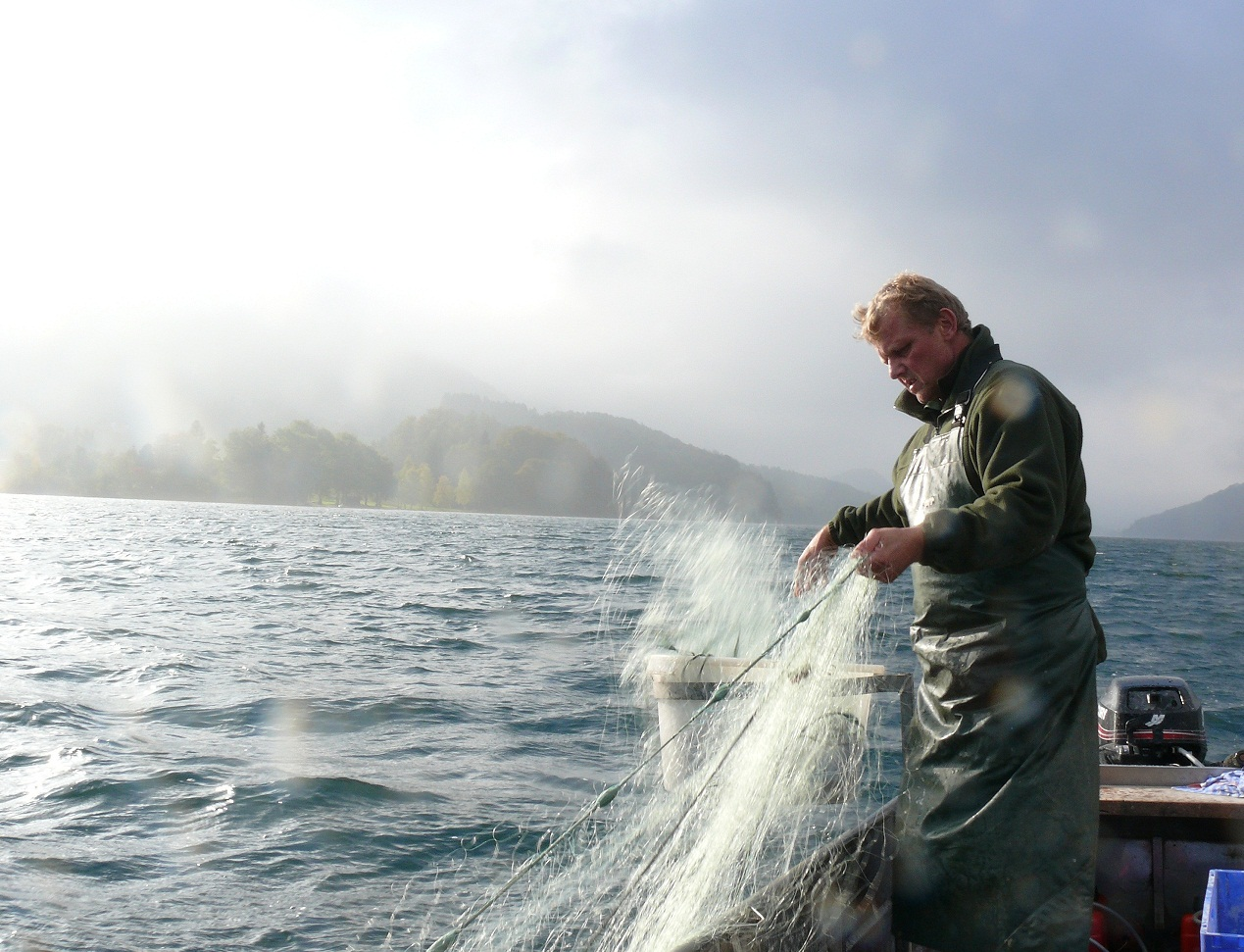
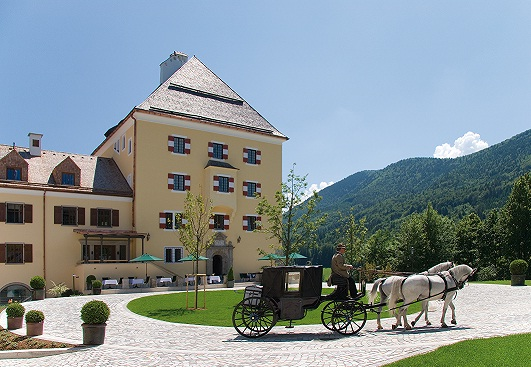
Замок Фушль
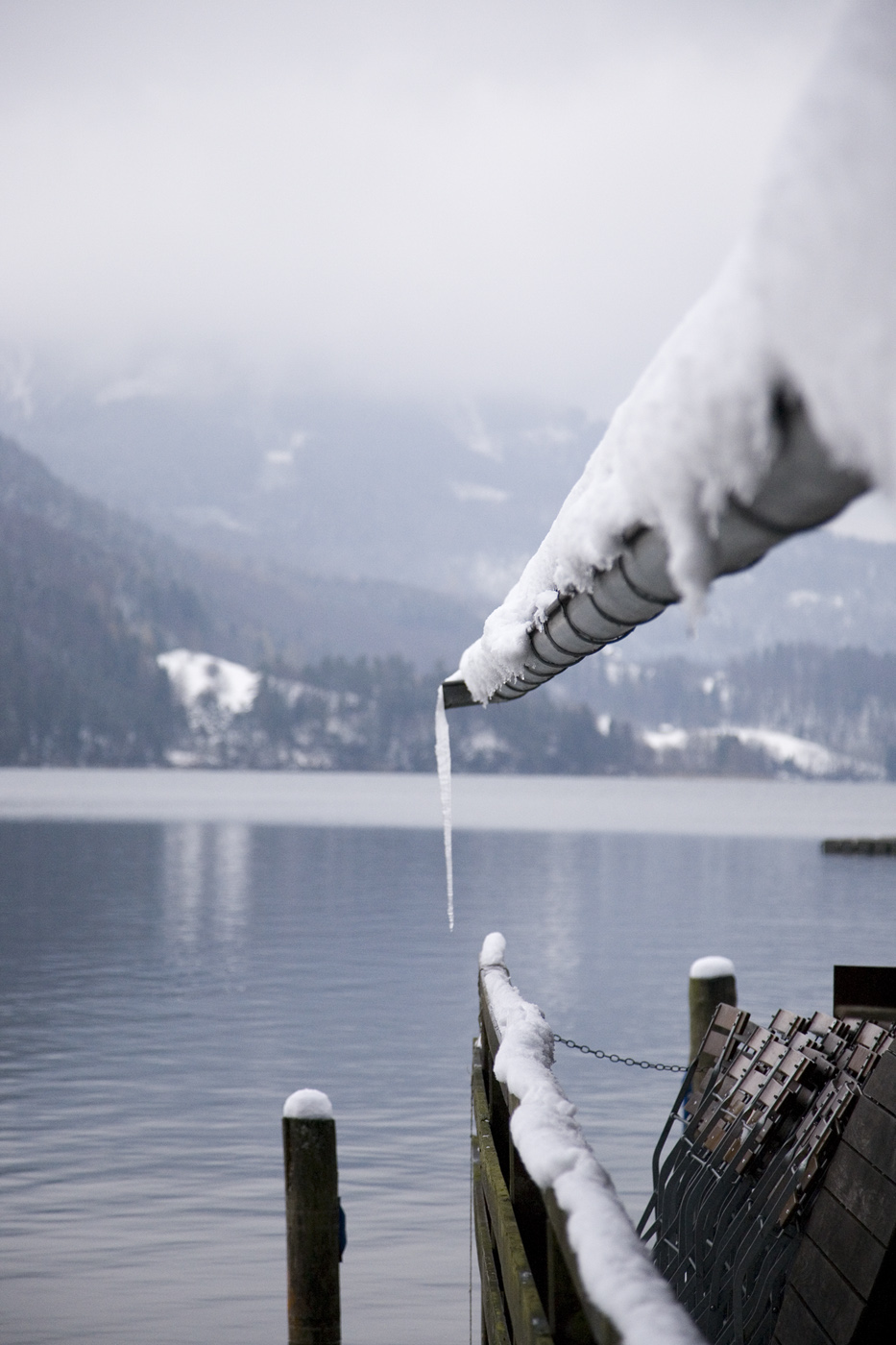
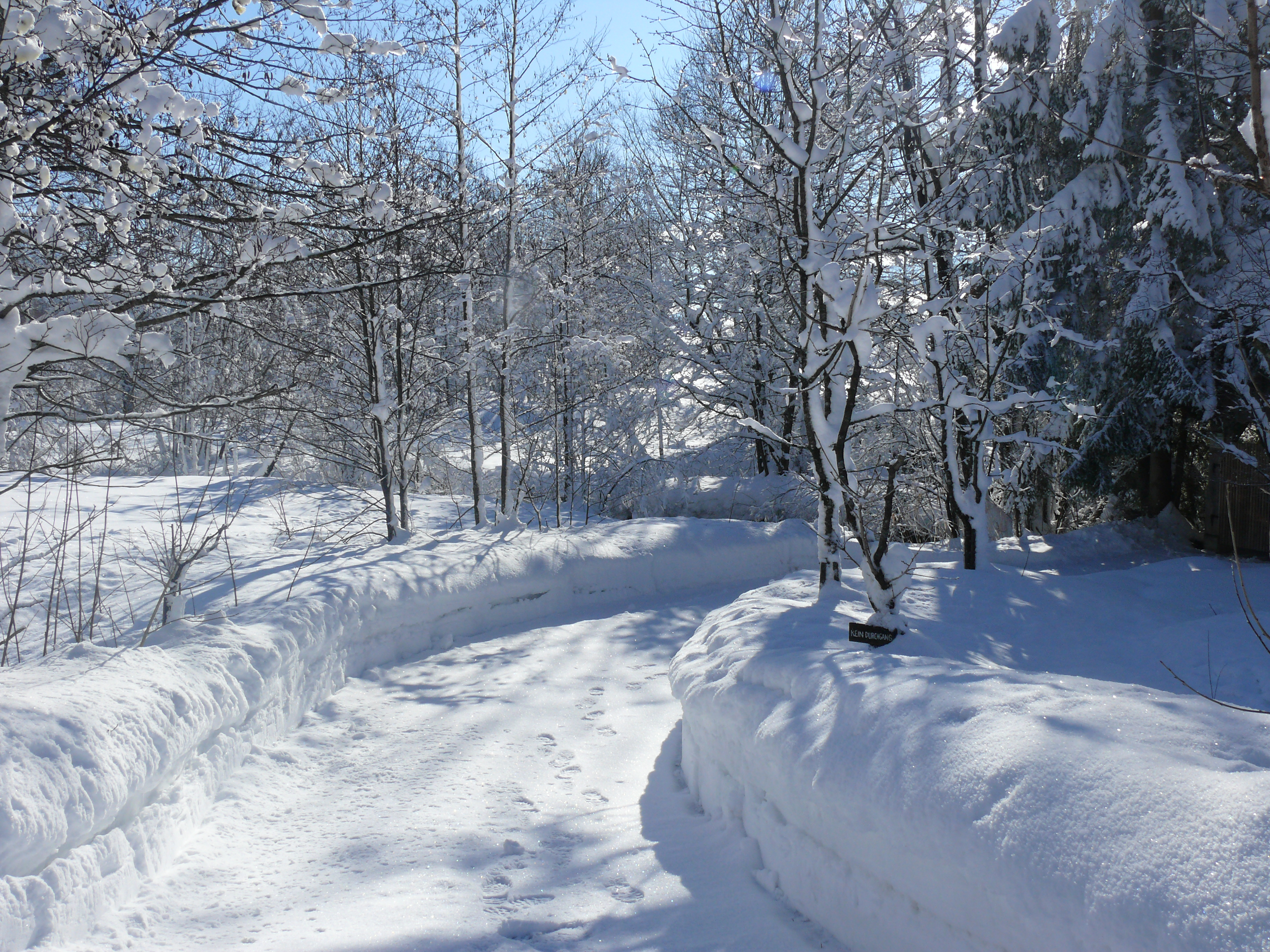
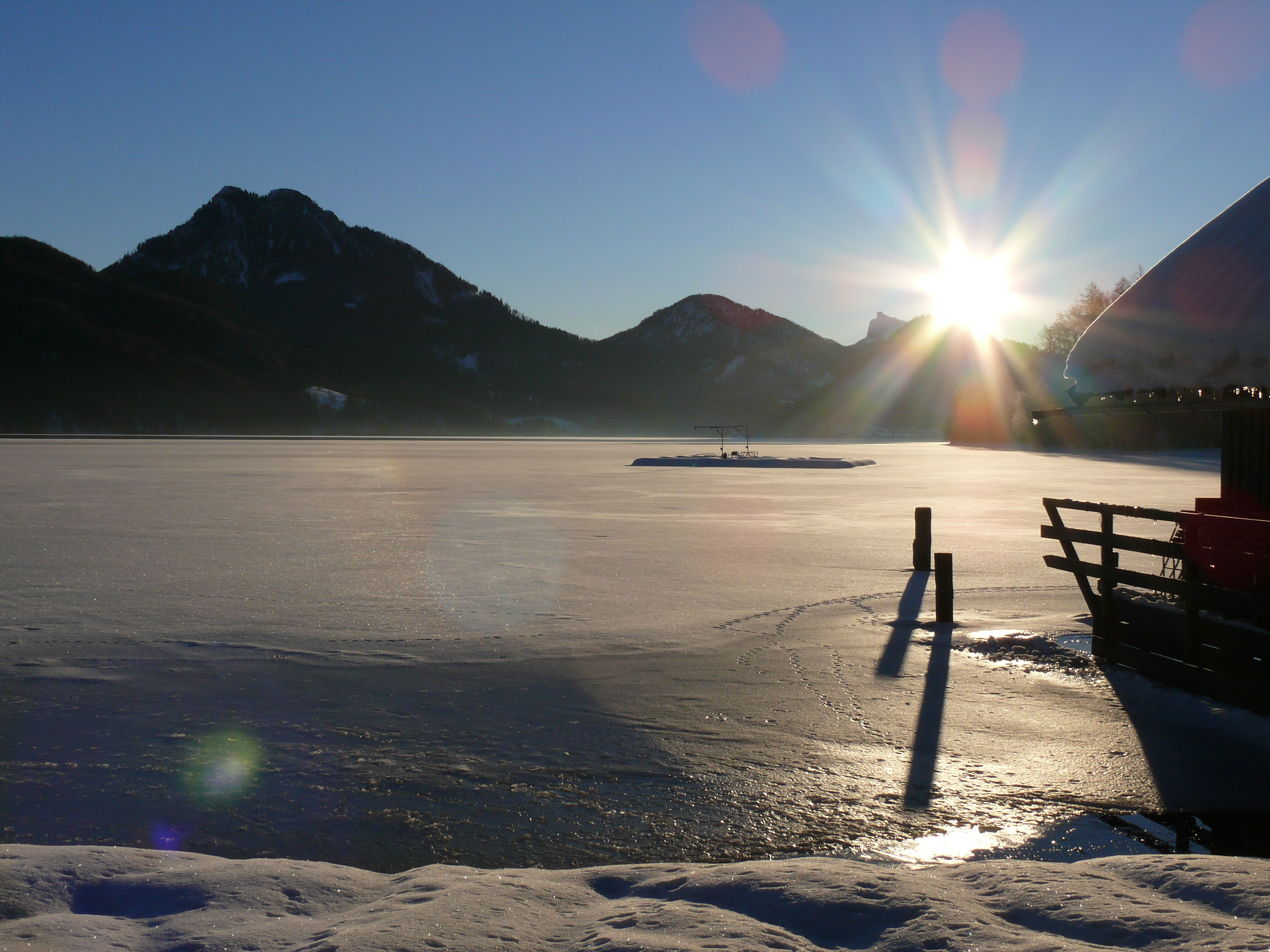
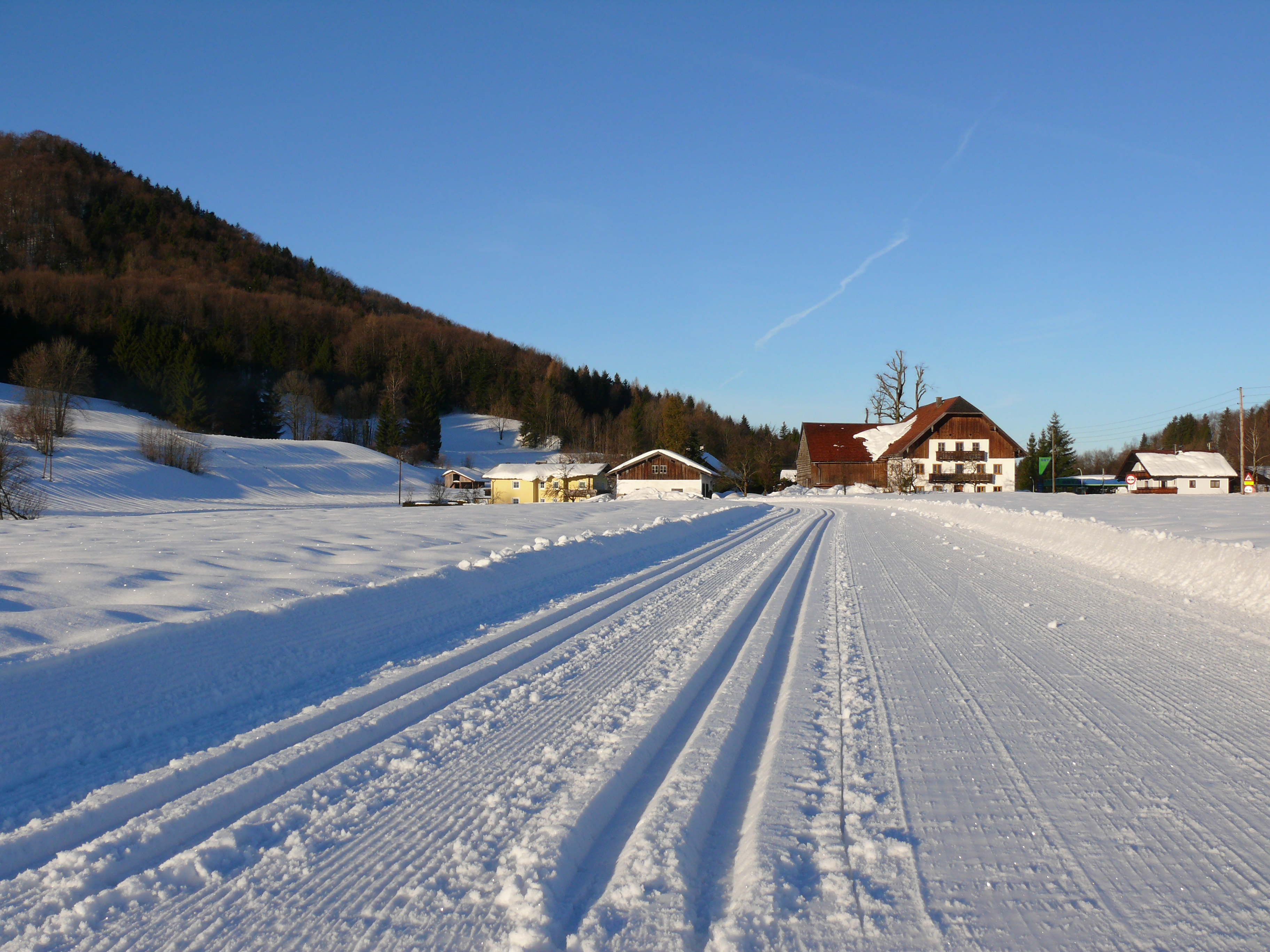